# Mario Braggiotti
Mario Braggiotti (Firenze, 29 novembre 1905 – West Palm Beach, 18 maggio 1996) è stato un pianista e compositore italiano.

## Biografia
Braggiotti nacque a Firenze da genitori americani. Suo padre era un tenore di origine italiana nato a Parigi e sua madre un mezzosoprano di Boston. Il talento del piccolo Braggiotti, detto Tunti, fu scoperto molto presto. Tornando dalle serate all'opera, si sedeva al pianoforte e suonava e cantava a orecchio tutte le arie appena sentite.
Mario era il quarto di otto fratelli. La sorella maggiore, Francesca, si sposò con l'ambasciatore americano John Davis Lodge. Un'altra sorella, Gloria, si sposò con il pittore Emlen Etting. La stessa per tanti anni è stata la "signora" dell'alta società di Filadelfia, nonché scrittrice di diversi libri.
Nel 1919, in seguito alla morte della madre di Mario, la famiglia Braggiotti si trasferì a Boston. Mario frequentò il New England Conservatory a Boston, poi andò a Parigi per studiare al Conservatoire di Paris e alla scuola di musica di Fontainebleau. Mario negli anni ha studiato pianoforte con Alfred Cortot e Isidor Philippe e composizione con Nadia Boulanger.

### L'amicizia con George Gershwin
Mentre studiava a Parigi, Braggiotti formò insieme a Jacques Fray un duo pianistico. Mario scriveva tutti gli arrangiamenti per il nuovo duo che debuttò al club Boeuf sur le Toit.
Quando George Gershwin arrivò a Parigi per comporre Un americano a Parigi, i giovani pianisti si presentarono al loro idolo. L'incontro avvenne nell'albergo che ospitava Gershwin. Gershwin li mise subito al lavoro, per suonare i famosi clacson dei tassì parigini, inseriti all'inizio nel brano.
Nel 1928, Gershwin contribuì al lancio definitivo della carriera del duo pianistico che inserì nell'orchestra della commedia musicale Funny Face, composta dallo stesso autore e messa in scena a Londra con i ballerini di tip-tap Fred e Adele Astaire. Mario diventò un buon amico di Gershwin., che disse: "Mario suona la mia musica come dev'essere interpretata"
Più tardi Mario introdusse Rapsodia in blu con un suo personale arrangiamento, in diverse capitali europee, suonando sia con l'accompagnamento dell'orchestra e sia per pianoforte solo. Gershwin riconobbe in Braggiotti il grande interprete della sua Rapsodia. Mario divenne famoso sia per il suo particolare arrangiamento e sia per la sua interpretazione.

### Prima della Seconda guerra mondiale
Nel 1929, Fray e Braggiotti si trasferirono a New York. Nello stesso anno affrontarono una tournée negli Stati Uniti e suonarono alla radio. Braggiotti è stato il primo artista a combinare musica classica e musica jazz nello stesso programma, sempre con i suoi arrangiamenti. Il duo divenne popolarissimo come "THE FIRST TEAM, THE LAST WORD". Suonarono alla Carnegie Hall e al The Town Hall di New York e in tournée con il famoso chanteur Maurice Chevalier. Negli anni trenta, il duo, con l'ingaggio da parte di William Paley della CBS, divenne molto popolare. Fray e Braggiotti suonavano dal vivo tre sere a settimana in alcuni programmi trasmessi in tutti gli Stati Uniti: Kraft Music Hall e Radio City Music Hall. In quegli anni il duo andava sempre in tournée negli Stati Uniti, suonando tra l'altro all'Hollywood Bowl di Los Angeles e persino alla Casa Bianca. Insieme, apparvero nel film Social Register, diretto nel 1934 da Marshall Neilan.

### Durante la Seconda guerra mondiale
Allo scoppio della seconda guerra mondiale, Braggiotti si arruolò nell'esercito degli Stati Uniti d'America e servì nello Psychological Warfare Branch alle dipendenze dell'Ufficio dell'Informazione. Quando gli Alleati iniziarono la campagna del Nordafrica a Casablanca, Braggiotti prese in mano l'organizzazione di tutte le stazioni radiofoniche locali e in seguito, con l'avanzare delle truppe, anche di quelle italiane. Queste cominciarono a trasmettere musica americana popolare e informazione di guerra.

### Dopo la guerra
Dopo la guerra, Braggiotti tornò in America. Nel frattempo, il duo con Jacques Fray si era sciolto a causa del secondo conflitto mondiale. Mario decise di realizzare, ora in qualità di solista, un programma che combinasse musica e umorismo. Compose e suonò le sue Variazioni sul tema Yankee Doodle nello stile di vari compositori classici famosi. Queste partiture vennero pubblicate dalla casa editrice Schirmer.
Oltre a combinare la musica classica con quella popolare, Braggiotti si spinse fino a "mischiare" brani musicali con aneddoti umoristici. Il suo grande talento per l'improvvisazione lo portava nei suoi spettacoli a chiedere tre note al pubblico sulle quali improvvisava un brano completo.
Negli anni cinquanta, Mario andò più volte in tournée in Europa e in America meridionale e nuovamente negli Stati Uniti. Compose la sua Gettysburg Cantata, dedicato al discorso di Abraham Lincoln, scritto per baritono solo, coro, e orchestra. La prima esecuzione si tenne al Carnegie Hall di New York e fu diretta da Izler Solomon con Lawrence Winters in veste di solista. Nello stesso periodo a Braggiotti fu affidato dal filantropo Frank Hale il compito di comporre il balletto The Princess, rappresentato a Palm Beach, Florida e in seguito anche a Londra, e più tardi conosciuto dal titolo The Kingdom of Gifts.
Nel 1963, Braggiotti prese in mano il programma radiofonico To France with Music (conosciuto prima come Listening with Jacques Fray) su WQXR a New York dopo la morte del suo partner Fray, il primo presentatore.
Braggiotti ha sempre continuato a comporre. Le sue opere negli anni successivi comprendono una commedia musicale per bambini, Lisa, scritta insieme a Joan Javits, e un'altra commedia, Born in a Crowd (Nata in una folla) basata sulle memorie di gioventù di sua sorella Gloria Braggiotti Etting e pubblicate nel libro col titolo omonimo.
Nel 1972, Mario cominciò a collaborare con la pianista statunitense Susan Snodgrass Andis. Insieme scrissero la commedia musicale I Danced with a Tree (Ho ballato con un albero) e riscrissero Born in a Crowd. Braggiotti e Andis formarono inoltre un nuovo duo pianistico. Mario scrisse più caricature sul tema "Yankee Doodle", due di queste per soprano per le quali Susan scrisse il testo. Mario trascrisse la partitura orchestrale della Gettysburg Cantata per due pianoforti, timpani e contrabbasso sempre con baritono solo e coro. Questa nuova versione venne eseguita in diverse università americane.
Negli anni ottanta, insieme alla Andis nel frattempo divenuta sua moglie, Braggiotti continuò a comporre propri brani e ad arrangiare composizioni di Gershwin per il nuovo duo pianistico. Tali composizioni sono state eseguite in concerti in tutto il mondo. La coppia fondò la Scuola di Musica Braggiotti a Porto Santo Stefano in Toscana.
La loro collaborazione finì soltanto con la morte di Mario il 18 maggio 1996. Le sue ceneri sono sepolte al cimitero evangelico agli Allori di Firenze.

## Onorificenze
Tra gli onori ricevuti da Braggiotti durante la sua vita sono da annoverare lodi dalla Città di Firenze come "grande interprete della musica di George Gershwin" e menzioni dai Sons of Italy. Braggiotti inoltre è stato incluso nella Big Band Hall of Fame nel 1995. Era socio dell'ASCAP.

## Vita privata
Braggiotti era molto attratto dal mondo femminile. Il suo talento, spirito, e stile di vita cosmopolita lo ha reso popolare con le donne. Negli anni con le sue amiche mantenne una fitta corrispondenza.
Si sposò tre volte, la prima nel 1939 con Francise (Baby) Clow di Chicago, poi in seconde nozze nel 1952 con Edwina Feigenspan Osborne di New York. Tutti e due di questi matrimoni finirono con il divorzio. La terza volta si sposò con Susan.
Susan Braggiotti, mentre si prende cura della collezione delle opere di Mario, continua la sua carriera di pianista. Lei ha donato all'International Piano Archives dell'Università del Maryland (USA) tutte le opere, diversi manoscritti e altri materiali legati alla carriera di suo marito.
Braggiotti era inoltre un cuoco e buongustaio a cui piaceva preparare specialità toscane per serate vivaci. Studiò tra l'altro il buddhismo. Credeva nella reincarnazione. È stato per tutta la vita uno sportivo attivo. Tante sue idee erano in anticipo rispetto all'epoca in cui ha vissuto.